# Longlegs – A rém
A Longlegs – A rém (eredeti címe: Longlegs) egy 2024-es amerikai horror-thriller film, melyet Osgood Perkins írt és rendezett. A főszerepekben Maika Monroe és Nicolas Cage láthatók, utóbbi a film producere is volt a Saturn Films produkciós cégén keresztül. Mellékszerepekben Blair Underwood, Alicia Witt, Michelle Choi-Lee, Dakota Daulby és Kiernan Shipka is feltűnik. A film egy FBI-ügynököt mutat be, akinek az a feladata, hogy felkutasson egy okkultista sorozatgyilkost, aki Oregon államban több család meggyilkolásáért felelős, anélkül, hogy fizikailag jelen lett volna a bűncselekményekben.
A Longlegs az Egyesült Államokban 2024. július 12-én került a Neon forgalmazásában a mozikba. A film pozitív kritikákat kapott a kritikusoktól, és világszerte több mint 100 millió dolláros bevételt hozott, ebből 71 millió dollárt az Egyesült Államokban, ezzel a Neon eddigi legnagyobb bevételt hozó filmje lett belföldön.

## Történet
|  | Alább a cselekmény részletei következnek! |

Az 1970-es évek Oregonjában egy fiatal lány Polaroid fényképezőgéppel a kezében követ egy titokzatos hangot, és találkozik egy fakó sminkben lévő, zavart férfival.
Az 1990-es években Lee Harker FBI-ügynököt, akinek feltehetően látnoki képességei vannak, a felettese, William Carter egy olyan üggyel bízza meg, amely egy Oregonban elkövetett gyilkossági-öngyilkossági sorozatot érint. Mindegyik esetben egy apa megöli a családját és önmagát, és egy sátáni kódolású levelet hagy hátra „Longlegs” aláírással, amelynek kézírása egyik családtagéra sem hasonlít. Lee felfedezi, hogy mindegyik családnak volt egy 9 éves lánya, aki a hónap 14-ik napján született, a gyilkosságok mindegyike hat nappal a születésnap előtt vagy után történt, és a gyilkosságok egy okkult háromszög szimbólumot alkotnak egy naptáron, amelyből egy dátum hiányzik. Miközben az édesanyjával, Ruth-tal beszélget, Lee egy kódolt születésnapi kártyát kap Longlegs-től, amelyben arra figyelmezteti, hogy a kód forrásának felfedése az anyja meggyilkolásához vezet.
Egy nyomot követve Lee és Carter talál egy babát, amelynek belsejében egy nagy energiájú gömb van. Annak ellenére, hogy Carter szkeptikus a természetfeletti dolgokkal kapcsolatban, Lee elméletet gyárt arról, hogy Longlegs ezeket a gömböket arra használja, hogy megszállja az embereket, mivel minden család hasonló babát kapott. Miután meglátogatja Carrie-t, Longlegs támadásainak egyetlen túlélőjét, akit korábban valaki Lee nevét használva látogatott meg, Carter azt gyanítja, hogy Lee kapcsolatban áll Longlegs-szel. Megtudva, hogy Ruth rendőrségi bejelentést tett egy betolakodóról, aki a 9. születésnapján környékezte meg Lee-t, Carter arra bátorítja Lee-t, hogy beszéljen Ruth-tal, és nézze át a gyerekkori  holmijait, ahol talál egy polaroid képet a fehér arcú férfiról, és kiderül, hogy Longlegs az a férfi, aki a fiatal Lee-t meglátogatta az 1970-es években. Lee leadja a fényképet, ami Longlegs letartóztatásához vezet. Rájön, hogy a hiányzó dátum az a nap, Lee pedig attól tart, hogy bűntársa van. A kihallgatószobában Longlegs azt állítja, hogy „a lenti embert” szolgálja, és Ruth érintettségére utal, mielőtt öngyilkos lesz.
Browning ügynök elviszi Lee-t az édesanyja házához, ahol Lee szemtanúja lesz, amint Ruth egy sörétes puskával meggyilkolja Browningot. Ruth ezután megsemmisít egy, a fiatal Lee-re hasonlító babát, aminek következtében Lee elveszti az eszméletét. Lee rájön, hogy Ruth Lee gyermekkora óta Longlegs bűntársa. Longlegs arra kényszerítette Ruthot, hogy válasszon a lánya halála és az ő ajánlata között. Ruth az utóbbit választotta, ezáltal Lee életben maradt, ő pedig Longlegs parancsait követte. Longlegs Harkerék pincéjében élt, sátáni babákat készített, amelyeket Ruth apácának kiadva magát, családoknak adott át, és ezzel egymás megölésére késztette őket. Lee babája elzárta az emlékeit Longlegsről, miközben a mágiájával befolyásolta őt.
Lee a pincében tér magához, és egy démoni hangot hall a telefonban, amely William lányának, Rubynak az aznapra tervezett kilencedik születésnapi partijára figyelmezteti. Lee siet, hogy megmentse Carteréket, akiknek halálával teljessé válna Longlegs háromszöge. A családot már megszállva találja, Ruth pedig már leszállította a babát. Miután William megöli a feleségét, Annát, Lee lelövi őt, hogy megvédje Rubyt. Ruth egy késsel támad rá, de Lee megöli őt is. Lee megpróbálja elpusztítani a babát, de kifogy a lőszer. Azt mondja Rubynak, hogy el kell menniük, de Ruby megdermedve bámulja a babát.
|  | Itt a vége a cselekmény részletezésének! |

## Szereplők
- Maika Monroe – Lee Harker, FBI ügynök, akit Longlegs ügyével bíztak meg
  - Lauren Acala – fiatal Lee Harker
- Nicolas Cage – Longlegs, sorozatgyilkos, valódi neve Dale Cobble[5] (magyar hangja: Csankó Zoltán)
- Blair Underwood – William J. Carter ügynök, Lee egyik felettese
- Alicia Witt – Ruth Harker, Lee vallásos édesanyja
- Michelle Choi-Lee – Browning ügynök, Lee egyik felettese
- Dakota Daulby – Horatio Fisk ügynök, Lee társa
- Kiernan Shipka – Carrie Anne Camera, Longlegs egyetlen ismert túlélője
  - Maila Hosie – fiatal Carrie Anne Camera
- Jason Day
- Lisa Chandler
- Ava Kelders – Ruby Carter, William Carter lánya
  - Rryla McIntosh – felnőtt Ruby Carter
- Carmel Amit – Anna Carter, William Carter felesége
- Peter James Bryant – magas rangú FBI ügynök

## Gyártás
2022 novemberében bejelentették, hogy Osgood Perkins rendezi majd a filmet az általa írt forgatókönyv alapján. Nicolas Cage leszerződött (a Saturn Films égisze alatt), hogy producerként és sorozatgyilkosként szerepeljen a horror-thrillerfilmben. 2023 februárjában Maika Monroe leszerződött Lee Harker FBI-ügynök szerepére. A következő hónapban Alicia Witt és Blair Underwood csatlakozott a szereplőgárdához.
A Deadline Hollywood szerint Dave Caplan C2 Motion Picture Groupja finanszírozta a filmet 10 millió dollár alatti összegből. A forgatás 2023. január 16. és február 23. között zajlott Vancouverben, Brit Columbiában.

## Zene
A film zenéjét Elvis Perkins (a film rendezőjének testvére) művésznevén Zilgi készítette, aki a digitális filmzenealbumon a zeneszámok zeneszerzőjeként szerepel. Közreműködtek Eugenio Battagila és Melody Carrillo hangmérnökökkel. A soundtrack 2024. július 12-én jelent meg streaming platformokon és bakelitlemezen.

## Fogadtatás

### Bevétel
2024. augusztus 18-ig a Longlegs 72,9 millió dolláros bevételt ért el az Egyesült Államokban és Kanadában, és 27 millió dollárt más területeken, ami világszerte 100 millió dolláros összbevételt jelent.
Az Egyesült Államokban és Kanadában a Longlegs a Vigyél a holdra című filmmel együtt került a mozikba, és a nyitóhétvégén 2510 moziban 7-9 millió dolláros bevételt jósoltak neki. Miután az első napon 10 millió dollárt hozott (beleértve a csütörtök esti elővetítésekből származó 3 millió dollárt, ami mindkettő rekord a Neon számára), a hétvégi becsléseket 20-23 millió dollárra emelték. A film végül 22,4 millió dolláros bevételt ért el, és a második helyen végzett a Gru 4. mögött. Ez a nyitás a Neon legjobb nyitóhétvégéjét jelentette, és a 2024-es eredeti horrorfilmek legnagyobb összbevételét. Ez volt Monroe legjobb hazai nyitása főszereplőként, és Cage első élőszereplős filmje, amely 20 millió dollár felett nyitott A szellemlovas – A bosszú ereje 2012-es bemutatója óta. A második hétvégén a film 12 millió dollárt hozott, ami 46,6%-os visszaesést jelent, és a negyedik helyen végzett. A harmadik hétvégén a Neon legnagyobb bevételt hozó filmje lett, miután felülmúlta a 2019-es Élősködők (53,37 millió dollár) bevételét, és 6,8 millió dollárt tett hozzá.

### A kritikusok értékelései

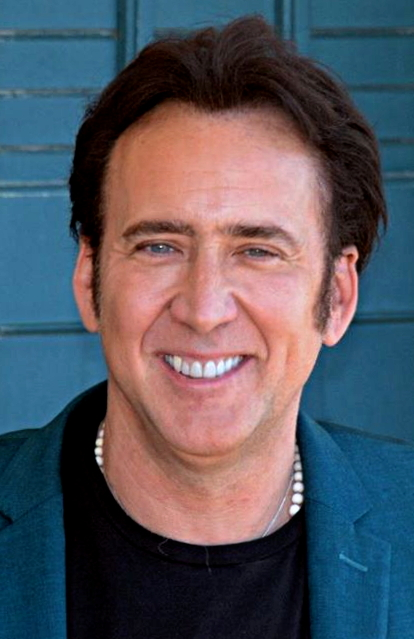
A kritikusok dicsérték Nicolas Cage alakítását

A filmet a kritikusok elismeréssel fogadták. A Rotten Tomatoes kritika-gyűjtő weboldalon a 276 kritikus 86%-a pozitív, 7,5/10-es átlagértékeléssel. A weboldalon a konszenzus így hangzik: „Nyugtalanító hangulattal telített; Nicolas Cage rémálomszerűen gonosz alakítását kihasználva a Longlegs egy olyan sátáni horror, amely hatékonyan kelt pánikot.” A súlyozott átlagot használó Metacritic 52 kritikus alapján 100-ból 77 pontot adott a filmnek, ami „általában kedvező” kritikát jelez. A CinemaScore által felmért közönség átlagosan „C+” osztályzatot adott a filmnek egy A+-tól F-ig terjedő skálán, míg a PostTrak által megkérdezettek 70%-os általános pozitív értékelést adtak a filmnek, 5 csillagból átlagosan 3 csillaggal.
David Rooney a The Hollywood Reporter című lapnak írva dicsérte a filmet, mondván: „Lehet vitatni, hogy túl sok elemet kevertek a filmbe – bűnügyi eljárás, okkult rejtély, tudatmanipuláció, sátánimádat, ijesztő babák, fausti alku és egy 'apáca', aki nem való egyetlen zárdába sem. A Longlegs azonban [Perkins] eddigi legteljesebben megvalósított és könyörtelenül hatásos filmje”. Bob Strauss a San Francisco Chronicle-től ezt írta: „A leglenyűgözőbb az, ahogyan Perkins a pszichológiai és természetfeletti horrort olyan módon ötvözi, amilyet még nem nagyon láttunk. A Longlegs a sötét, költői mozi megidézése, ahol az ördög határozottan a részletekben rejlik”. Richard Lawson, a Vanity Fair munkatársa csalódottságának adott hangot a filmmel kapcsolatban: „A Longlegs stílusos, de üres, egy szépen sejtető kép, amely mögött semmi sincs.”
J. Hurtado a Screen Anarchy-tól úgy nyilatkozott, hogy a Longlegs „mestermű; a magas művészet és a szorongás szentségtelen, borzalmas összefolyása, egy olyan film, amelyben minden képkocka egy rémálom, és ez gyönyörű”. Meagan Navarro a Bloody Disgusting számára írva dicsérte a Longlegs alakításait és hangulatát, és így zárta: „A Longlegs éppoly stílusos, mint amennyire időtlen, csordultig van klausztrofób rettegéssel és romlással”. Bill Bria az /Filmtől a Longlegs-t „2024 legijesztőbb horrorfilmjének” nevezte, megjegyezve a film „rock n’ roll szellemiségét”.

## Fordítás
Ez a szócikk részben vagy egészben  a   Longlegs című angol Wikipédia-szócikk fordításán alapul.  Az eredeti cikk szerkesztőit annak laptörténete sorolja fel. Ez a jelzés csupán a megfogalmazás eredetét és a szerzői jogokat jelzi, nem szolgál a cikkben szereplő információk forrásmegjelöléseként.